# Monleras
Monleras es un municipio y localidad española de la provincia de Salamanca, en la comunidad autónoma de Castilla y León. Se integra dentro de la comarca de la Tierra de Ledesma. Pertenece al partido judicial de Salamanca.
Su término municipal está formado por un solo núcleo de población, ocupa una superficie total de 32,84 km² y según los datos demográficos recogidos en el padrón municipal elaborado por el INE en el año 2017, cuenta con una población de 234 habitantes. Su altitud con referencia al mar es de 757 metros.

## Toponimia
La tradición popular quiere que este nombre provenga, por corrupción, del primitivo: Molineras (por el número de molinos que existía y las mujeres que los atendían). Uno de estos molinos ha sido restaurado y puede visitarse; en las inmediaciones, en la corriente de agua, hay antiguos lavaderos.
Según D. J. R. Morala Catedrático de la Universidad de León, el origen del nombre parece estar en el latín “molinarias”, adjetivo que se refería a presas molinarias, es decir, los cauces artificiales por los que se deriva el agua del río hacia el molino o los molinos”.

## Geografía
Uno de los grandes problemas actuales de Monleras, que afecta a más pueblos salmantinos y zamoranos, deriva del incumplimiento de un compromiso de las autoridades y la empresa hidroeléctrica responsables de la creación del embalse de Almendra construida en los años 60. Los pueblos ribereños fueron condenados al aislamiento mutuo, hundiéndose bajo las aguas los numerosos puentes y caminos que favorecían el intercambio comercial y social. Monleras vio cómo bajo el Tormes desaparecieron para siempre un imponente puente de hierro (referente de ingeniería de la época) y varios puentes de piedra que cruzaban el río y sus riveras para comunicarse con pueblos Zamoranos de la comarca de Sayago (Carbellino, Roelos de Sayago, Almeida, Bermillo...) o con la misma Zamora. El actual embalse acabó con gran parte de sus posibilidades comerciales y las relaciones sociales con el sur de Zamora, además de anegar terrenos fértiles, aceñas, molinos y batanes. Iberduero y las autoridades se comprometieron a enmendar esta situación con la construcción de un puente que comunicara la comarca de la Tierra de Ledesma con Sayago justo en el punto en donde hoy se encuentra la conocida como “carretera cortada” que conducía a la localidad de Carbellino. El cumplimiento de este compromiso de construcción de esta vía de comunicación sería un impulso socioeconómico importante para ambas márgenes del río Tormes.
En la actualidad el embalse de Almendra se extiende, formando uno de sus brazos, hasta el pueblo y permite que se puedan realizar tanto actividades acuáticas como la de la pesca deportiva. Bajo sus aguas quedaron anegados campos de cultivo, molinos y puentes que unían Monleras con la localidad zamorana de Carbellino.

## Historia
La fundación de Monleras se remonta a la Edad Media, obedeciendo a la repoblación efectuada por los reyes leoneses entre los siglos X y XII, cuando quedó encuadrada dentro del Alfoz de Ledesma, en el Reino de León, denominándose entonces «Molineras». Y en el siglo XII el rey Fernando II de León la entregó, junto a Guadramiro, al obispo de Zamora, volviendo posteriormente a la diócesis salmantina.

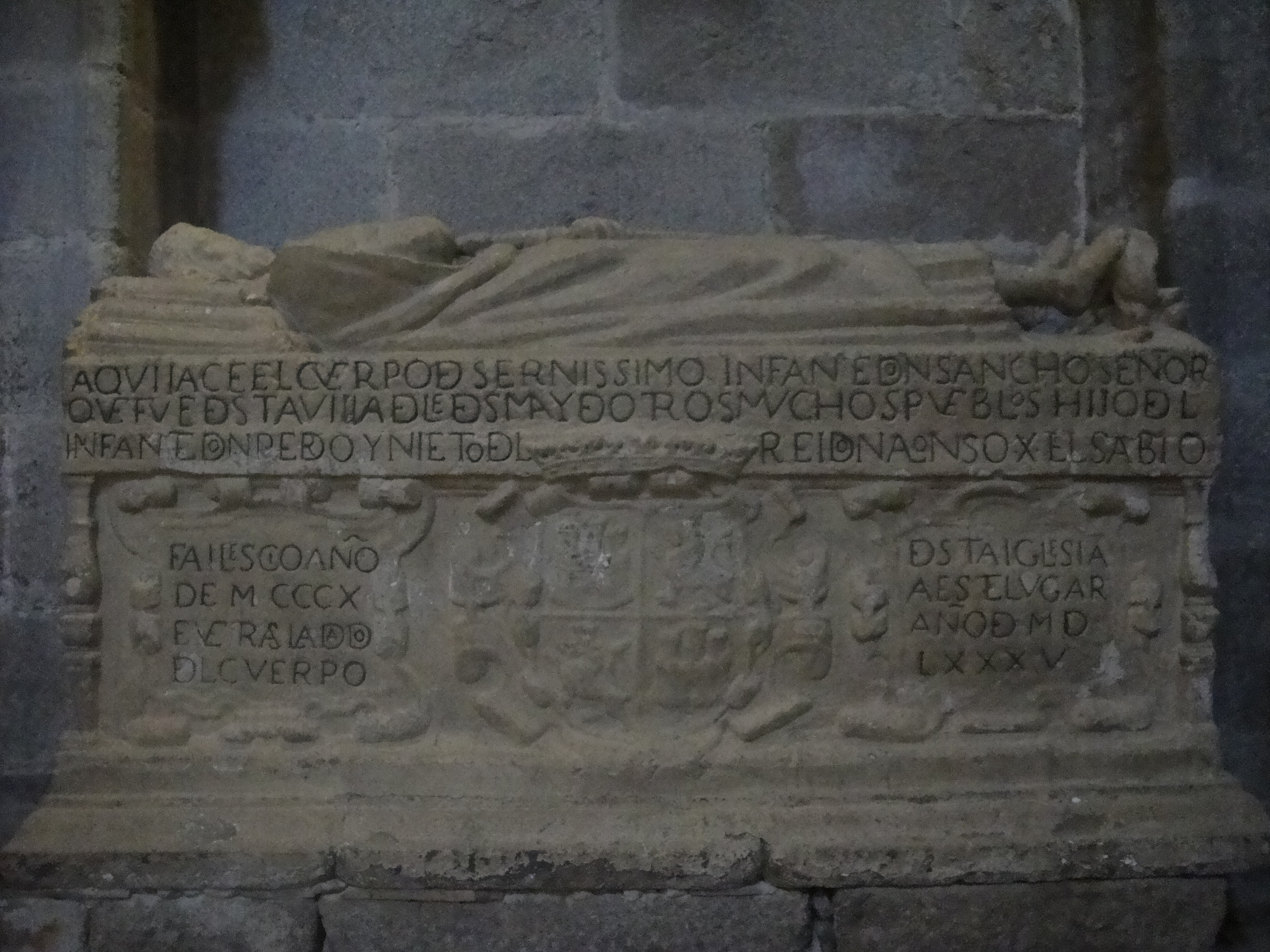
Sepulcro del infante Don Sancho el de la Paz en la iglesia de Sta. María la Mayor de Ledesma

El historiador Bernardo Dorado afirmó que Sancho "el de la Paz", hijo del infante Don Pedro y nieto del rey Alfonso X el Sabio, dejó muestras de su generosidad en Monleras, ya que en esta población tenía su palacio y residencia, y además en ella comenzó a construirse por su voluntad una iglesia que quedó inacabada a causa de su muerte, aunque en la actualidad, como señaló Manuel Gómez-Moreno, no se conserva ningún resto del palacio aunque sí algunos que podrían ser de la época de Sancho en la iglesia, como la parte inferior de algunos muros y su portada septentrional. 
Y antes de morir, Sancho el de la Paz, que fue señor de Ledesma y de otras muchas villas, fundó una capellanía cuyas rentas estaban situadas en Monleras, que a principios del siglo XVII rentaban 100 ducados, y en su testamento cedió a la aldea de Monleras, según Bernardo Dorado:

...sus yugadas, montes, prados, yerbas, fuentes, bebederos, casas, pocilgas, haceñas y demás provechos, con la carga de pagar al capellán de la villa para que diga ciertas misas por su alma: pagaban al capellan ochenta fanegas de centeno y doscientos reales; en lo antiguo pagaban más.

Y también conviene señalar que con la creación de las actuales provincias en 1833, Monleras quedó integrado en la provincia de Salamanca, dentro de la Región Leonesa.
Dentro del territorio de Monleras, aparecen restos de un castro enclavado en la confluencia del río Tormes con la rivera del Villar, aprovechando para su emplazamiento la defensa natural que ofrece un cerro o promontorio de difícil acceso. Este castro sería de la misma época que los de Yecla de Yeltes, el castro de Saldeana, el de Bermellar, el de las Merchanas, etc. Pero actualmente se encuentra anegado por las aguas del pantano de Almendra. En la parte alta, donde se situaría la acrópolis, se podía observar una capa de tierra negra, en la que aparecían restos de abundante cerámica. En la parte baja posiblemente se situara la necrópolis.

## Demografía
Monleras cuenta con una población de 245 habitantes (INE 2024).
| Gráfica de evolución demográfica de Monleras entre 1842 y 2021                                                      |
| |
| Población de derecho según los censos de población del INE Población de hecho según los censos de población del INE |

## Administración y política
| Periodo   | Nombre                      | Partido | Partido                                  |
| --------- | --------------------------- | ------- | ---------------------------------------- |
| 1979-1979 | Santiago Delgado García     |         | Unión de Centro Democrático (UCD)        |
| 1979-1983 | Facundo Arco Rodríguez      |         | Unión de Centro Democrático (UCD)        |
| 1983-1991 | Ángel Miguel Delgado García |         | Partido Socialista Obrero Español (PSOE) |
| 1991-1992 | Ernesto A. García García    |         | Partido Socialista Obrero Español (PSOE) |
| 1992-act. | Ángel Miguel Delgado García |         | Partido Socialista Obrero Español (PSOE) |

| Partido político                         | 2019  | 2019  | 2019       | 2015  | 2015  | 2015       | 2011  | 2011  | 2011       | 2007  | 2007  | 2007       | 2003  | 2003  | 2003       |
| Partido político                         | %     | Votos | Concejales | %     | Votos | Concejales | %     | Votos | Concejales | %     | Votos | Concejales | %     | Votos | Concejales |
| Partido Socialista Obrero Español (PSOE) | 57,14 | 80    | 4          | 75,66 | 115   | 4          | 60,48 | 101   | 4          | 63,78 | 118   | 5          | 74,77 | 160   | 6          |
| Partido Popular (PP)                     | 24,29 | 34    | 1          | 23,68 | 36    | 1          | 37,13 | 62    | 3          | 31,89 | 59    | 2          | 24,30 | 52    | 1          |

## Cultura

### Fiestas
Las principales festividades se celebran el 27 de mayo y el 14 de agosto.
Durante las fiestas patronales de verano, celebradas entre el 11 y el 15 de agosto, se realizan diferentes actividades en las cuales todo el mundo es partícipe.
Se incluye una legua castellana, charangas, orquestas, actuaciones de teatro, cine de verano, paella, tamborilero y bailes regionales como los paleos.
También hay espacio para los deportes, haciéndose campeonatos como futbito entre solteros y casados, partidos de pelota vasca, petanca, la calva, piraguas, campeonato de pesca. Los niños tiene un día para ellos en el cual se instalan unas atracciones en la plaza y se realiza una fiesta de la espuma.
La elección de mozo y moza y el pregón hacen del día 12 la gran celebración de inicio oficial de fiestas, incluyendo una chocolatada en la Plaza Mayor del pueblo. La Rondalla, la cual se realiza por los jóvenes y no tan jóvenes, rondando al mozo y a la moza del año y así disfrutar del desayuno que preparan en sus casas, siendo típicas las perronillas y el aguardiente.
Esta también el desfile de carrozas, en el cual las peñas del pueblo participan según una temática predefinida fabricándose ellos mismos los disfraces y el desfile y recorriendo todo el pueblo.

### Campos de trabajo
El Servicio Civil Internacional es una de las más grandes y antiguas organizaciones internacionales de voluntarios laicas por la paz del mundo, miembro consultivo de la UNESCO, pertenece al Comité Internacional de Coordinación del Servicio de Voluntariado (CCVIS) y al Foro de la Juventud Europeo, presente en 60 países del mundo, que promueve desde hace más de 90 años campos de voluntariado por la paz, la preservación del medio ambiente, la solidaridad internacional y la inclusión social.
El objetivo principal de estos campos de trabajo es la convivencia entre gentes de diferentes países, así como fomentar el entendimiento, el intercambio de experiencias y la colaboración entre personas que están dispuestas a trabajar de forma desinteresada en proyectos de interés social.
Desde hace unos años se viene realizando en el municipio de Monleras, a finales de agosto, un campo de trabajo internacional en colaboración con la ONG SCI (Servicio Civil Internacional).
Desde el año 2014, los Ayuntamientos de Sardón de los Frailes y El Manzano (cuya coordinación ha impulsado el grupo RedCultural) se han querido sumar al proyecto, dentro de ladinámica de integración comarcal que se está intentando desarrollar desde estos municipios.